# Sejl
 For alternative betydninger, se Sejl (flertydig). (Se også artikler, som begynder med Sejl)
Et sejl er et stofstykke, der primært anvendes på både og skibe til at fange vinden for at give fremdrift eller som støttesejl for at mindske rulning. I skibsterminologi findes mange navne for de enkelte typer sejl. Sejl har også været brugt f.eks. på ældre vindmøller til at sætte på vingerne, så disse sattes i rotation af vinden.
Et sejls kanter kaldes lig og kan f.eks benævnes underlig, forlig eller agterlig alt efter hvilket sejl der er tale om og hvilken vej liget vender når sejlet er monteret. I nogle sejls lig er der monteret en lidseline, således at sejlets form kan justeres ved at stramme eller slække lidselinen.
Hjørnere på et sejl kaldes barme og er udstyret med øjer eller lignende, hvormed sejlet monteres den øvrige rig og gør det muligt at manøvrere med sejlet. De mest almindelige betegnelser for barmene på et sejl med trekantet form er faldbarm (øverste barm hvori faldet fastgøres), skødebarm (til fastgørelse af skødet), halsbarm (forreste og nederste barm på sejlet). 
Ud over fastgørelse i barmene, er nogle typer af sejl fastgjort i et helt ligs længde til den stående rig, f.eks. til en mast, en rundholt eller stag. Sejl der er monteret på stag kaldes stagsejl, mens sejl som kun er fastgjort i barmene med tovender kaldes et flyvende sejl.   

## Virkemåde
Et sejl til en sejlbåd er udformet så det danner en krum flade når det sættes i vinden. Under sejlads vil man dreje sejlet og ændre dets kurve så det passer med de aktuelle vindforhold – denne justeringsproces kaldes at "trimme" sejlet. Et moderne sejl fungerer i to forskellige aerodynamiske tilstande:
- Når sejlet står næsten parallelt med vinden, vil luftens bevægelse følges ad på begge sejlets sider. Denne situation har man når man sejler mod vinden (som f.eks. sejlads på bidevind). Det svarer til virkemåden af f.eks. en flyvinge hvor man danner opdrift ved samme princip.
- Når sejlet tværstilles vinden vil der dannes turbulens på sejlets læside og det vil derfor være permament "stallet". Denne situation opstår når man sejler med vinden (som f.eks. sejlads på læns).

Når flere sejl monteres på samme skib, bliver det samlede areal, og dermed fremdriften, større. Men man kan i visse situationer opnå yderligere fremdrift ved at udnytte det aerodynamiske samspil mellem flere sejl, så den samlede effekt bliver større end for sejlene hver for sig. Man udnytter her "kanaleffekten" hvor luften presses imellem sejlene og på den måde får større strømningshastighed.
Et sejl, som er skødet til luv og derfor fyldes af vinden fra samme side som det er skødet til, siges at bakke og sejlet giver ikke fremdrift til skibet. Dette kan udnyttes under visse manøvrer, f.eks. til i en stagvending af presse forskibet gennem vindøjet ved at bakke med et eller flere forsejl.

## Materialer
Gennem tiden har man brugt sejl af talrige materialer: Uld, bomuld, skind, forskellige plantefibre og endog metalplader. I moderne sejl er syntetiske fibre, som f.eks. polyester, langt de mest almindelige. Blandt de polyester-baserede materialer er Dacron stadig et meget udbredt valg. De syntetiske materialer har mange fordele frem for organiske, som slidstyrke, holdbarhed og modstandsdygtighed mod forrådnelse. Til sejlsport på højteknologisk eliteplan bruges nu sejl med kulfiber og kevlartråde, som normalt kan kendes på den mørke farve.
For at gøre sejlet vindtæt og formstabilt er dugen er normalt meget tætvævet og til tider bruger men desuden varmebehandling eller impregnering for at forbedre dem yderligere. I moderne sejlmageri går man i stigende grad over til at fremstille stoffet ved forskellige kombinationer af vævning, støbning eller ekstrudering. På den måde kan man få stoffer der er meget stærke og stabile.
Sejlets form får det normalt ved man sammensyer baner med kurvede sider eller ved at lægge kurver ind i sejlets lig. Moderne, højteknologiske sejl kan man fremstille i ét stykke og her fremkommer formen ved at støbe det over en krum skabelon.
De mere moderne teknologier som laminatsejl og membraner er også kendetegnet ved en bedre formstabilitet. Polyester og tidligere materialer strækker sig over tid, så sejlets kurve svækkes og formen ændres - det sker ikke med fx kulfiber eller kevlar som en del af materialesammensætningen.
Nogle moderne skibe udstyres med sejl for hybrid-drift, hvor sejlet bidrager med en mindre del af fremdriften, og skibet er således ikke primært et sejlskib. Blandt sejltyperne findes Flettner-rotor, drage, og faste komposit-vinger.